# Bartolomé Masó
Bartolomé Masó är en ort i Kuba.   Den ligger i provinsen Provincia Granma, i den sydöstra delen av landet, 700 km sydost om huvudstaden Havanna. Bartolomé Masó ligger 71 meter över havet och antalet invånare är 53 024.
Terrängen runt Bartolomé Masó är platt åt nordväst, men åt sydost är den kuperad. Runt Bartolomé Masó är det ganska tätbefolkat, med 70 invånare per kvadratkilometer. Bartolomé Masó är det största samhället i trakten. Omgivningarna runt Bartolomé Masó är en mosaik av jordbruksmark och naturlig växtlighet.